# Язык колокола

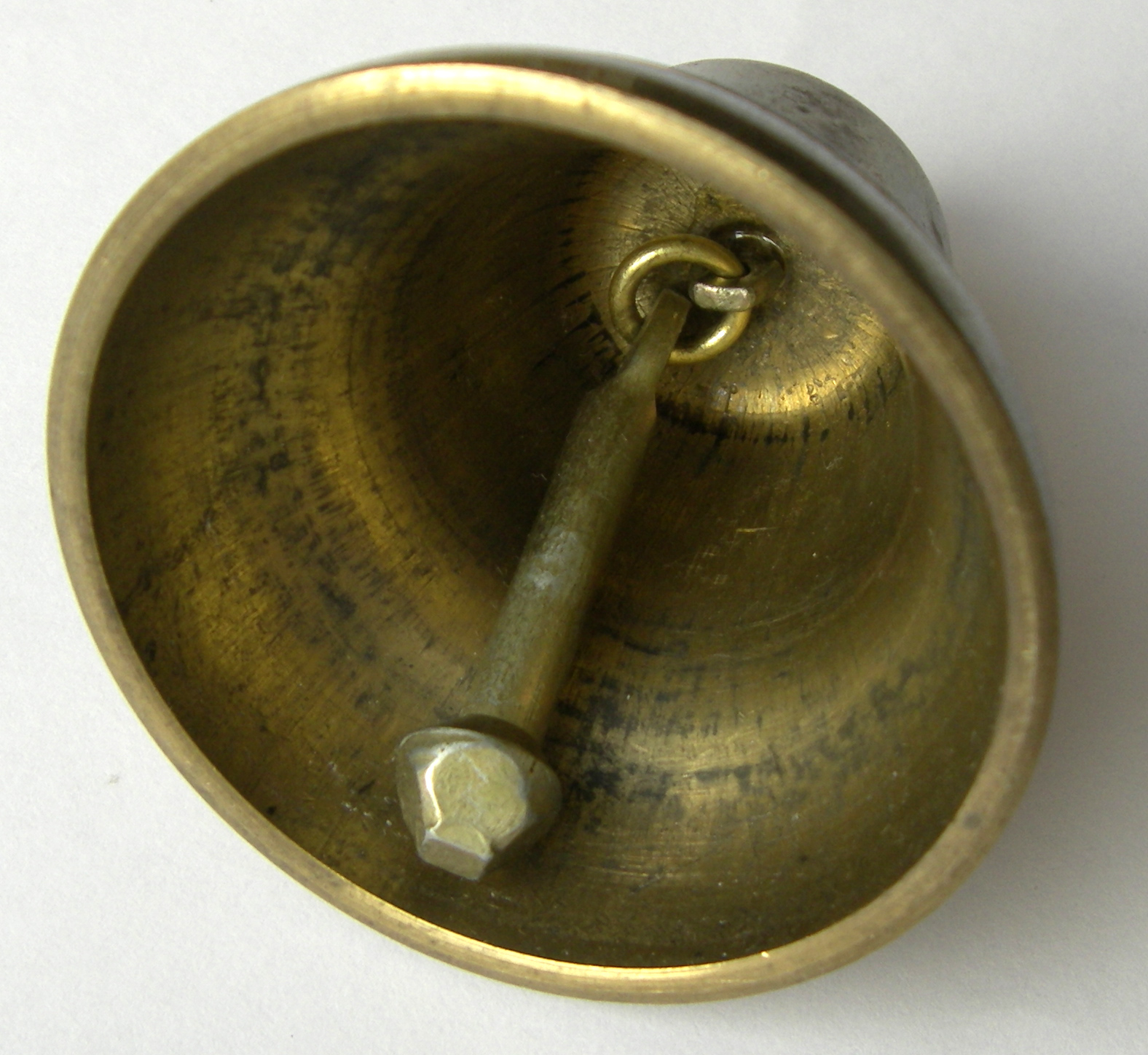
Язычок колокольчика

Язык колокола — ударная часть в конструкции колокола, металлическая пластина или стержень из кованого железа, подвешенные внутри колокола, который издаёт звук при ударе языка о стенки.
Масса языка обычно составляет около 1/25 массы колокола. Язык подвешивается на стальную петлю (серьгу) в верхней части колокола. Петля вставляется в форму колокола перед заливкой металла и поэтому она является неотъемлемой частью колокола. Материал языка влияет на звук и на долговечность колоколов. Язык должен быть изготовлен из специальной мягкой стали. Кованные или проточенные языки, сделанные из правильного материала, практически не уступают друг другу. Язык колокола должен быть правильно подвешен и ударять точно в ударное кольцо. Если язык подвешен выше, колокол теряет часть музыкального потенциала, если подвешен ниже или со временем провис, то колокол может дать трещину.
Язык состоит из нескольких основных частей: 1) концевика (или хвата), к которому крепятся тросы и верёвки для раскачки; 2) яблока — ударной и наиболее тяжёлой части; 3) стержня, определяющего длину и прочность языка; 4) подвесного кольца — места крепления к колоколу. Качество языка, то есть оптимальные свойства извлекаемого им звука и удобство управления, зависят от каждой грамотно рассчитанной части. Основными критериями оценки качества языка являются: свойство материала, вес, центр тяжести, качество подвеса, акустическое строение, которые влияют на все звуковые достоинства колокола; «звучать должен колокол, а язык должен молчать».
Колокольный звон на Руси был частью национальной культуры и веры. С его помощью созывали людей на церковную службу и народное собрание, сообщали о пожаре или важном государственном событии. К колоколам и их голосам относились как к людям, о чём говорят и названия частей колокола: голова, талия, уши, юбка, губа, язык. За дурные вести колокол могли наказать: высечь плётками, вырвать язык и даже отправить в ссылку.